# Асты
Асты (др.-греч. Αστοί, лат. Astii, болгарский — асти) — фракийский народ, племя, племенной союз VI века до н. э. — I века до н. э.

## История
Территория астов находилась во внутренней части восточной Фракии к югу и северу от Тинона (Θυνών). Они жили и около своей старой южной столицы Бизии (Βιζύης). Другим важным административным городом астов, находящимся в глубине Фракии, севернее и вдалеке от моря, была Кабила (или Калиба). Государственно-племенное объединение астов сформировалось с юга и севера от горного массива Странджа. В состав объединения астов входили и более мелкие фракийские племена: меландиты, мелинофаги (собственно асты), тины, скирмиады, транипсаи и нипсаии. Страна собственно астов у древних писателей называлась Астика и Астея (ASTICA, визант. ASTEIA). Она располагалась к северо-западу от греческого города Византий.
В VII—V вв. до н. э. у фракийских племен происходит переход на качественно новый уровень в развитии экономики и общественных отношений: увеличивается объём производства, усиливается внутренний и внешний торговый обмен, появляются города и происходит имущественное расслоение. В это время выделяется слой знати, владеющей обширными земельными владениями, стадами скота, значительными группами рабов, зависимыми от неё сородичами, собственными вооружёнными отрядами и укреплёнными поселениями. Всё это свидетельствовало о создании на территории древней Фракии ранних государств. В то же время у фракийских племён остаётся свободным значительное количество населения.
Такое племенное государство было создано и у астов. В течение длительного времени это племя управлялись собственными незначительными по влиянию или полунезависимыми царями (парадинастами). На этом уровне развития отряды и дружины астов и их союзников, также как и других подобных им племён, часто промышляли войной, грабежом на торговых путях, прибрежным мародерством и разбоем, обложением данью соседних территорий и народов и прибрежных греческих городов-полисов.
Это отразили и античные источники. На протяжении истории царству астов изредка подчинялись участки побережья и некоторые греческие города Западного Понта: Сальмидесс (совр. Мидия), Аполлония (совр. Созопол), Анхиал (совр. Поморие), Месембрия (совр. Несебр) и даже Одесс (совр. Варна).
Ещё в конце VI века до н. э. вся территория будущего объединения астов (тинои, скирмиады, транипсаи, нипсаии и прибрежные города) вошла в состав державы персидского царя Дарии I. В 514 году до н. э.: «Фракийцы же из Сальмидесса и живущие севернее Аполлонии и города Месамбрии, называемые скирмиадами и нипсеями, подчинились Дарию без боя» (Геродот. История. IV, 93).
После ухода персов из Фракии здесь образовалось государство фракийского племени одрисов — Одрисское царство (с 475 года до н. э.). В его состав входила территория и собственно астов и подчинённых им племён и городов. Однако уже около середины IV века до н. э., после распада одрисской державы, асты создают отдельное независимое царство.
Но вскоре территория всей Фракии была подчинена в середине IV века до н. э. царём Филиппом II Македонским, и затем оказалась в составе держав Александра III Великого и его преемников — диадохов и эллинистических царей. Область астов также надолго подчинилась им, хотя, возможно, они и сохранили собственную правящую династию. Во время войн диадохов столица астов Бизия была захвачена и разрушена войсками Лисимаха в 313 году до нг. э.